# JEITA
Japan Electronics and Information Technology Industries Association (JEITA; japonsky 社団法人電子情報技術産業協会, Šadan-hódžin Denši Džóhó Gidžucu sangjó Kjókai) je japonská organizace pro elektroniku a informační technologie. Byla založena v listopadu 2000 na základě dřívějších organizací EIAJ a JEIDA.
Asociace se zabývá standardizací elektronických součástek, jejich obalů a přístrojů. Jejím sídlem je Čijoda v prefektuře Tokio.
Členy asociace bylo v září 2006 527 výrobců elektroniky.